# Казахстан на літніх Олімпійських іграх 2000
Казахстан брав участь в Літніх Олімпійських іграх 2000 року в Сіднеї (Австралія) вдруге за свою історію, і завоював три золоті, чотири срібні медалі. Збірну країни представляли 130 спортсменів, з них 44 — жінки.
Розміри преміальних спортсменам від уряду країни за зайняті 1-6 місця склали: 1-е місце — 100 тис. доларів США, 2-е місце — 50 тис. доларів, 3-е місце — 30 тис. доларів, 4-е місце — 10 тис. доларів, 6-е місце — 3 тис. доларів.

## Золото
- Бокс, чоловіки — Бекзат Саттарханов.
- Бокс, чоловіки — Єрмахан Ібраїмов.
- Легка атлетика, жінки — Ольга Шишигіна.

## Срібло
- Бокс, чоловіки — Булат Жумаділов.
- Бокс, чоловіки — Мухтархан Дільдабеков.
- Велосипедний спорт, чоловіки — Олександр Винокуров.
- Боротьба (спорт), чоловіки — Іслам Байрамуков.

## Склад олімпійської команди Казахстану

### Бокс
Спортсменів — 7
- До 57 кг. Бекзат Саттарханов Підсумок —  золота медаль.
- До 71 кг. Єрмахан Ібраїмов Підсумок —  золота медаль.
- До 51 кг. Булат Жумаділов Підсумок —  срібна медаль.
- Понад 91 кг. Мухтархан Дільдабеков Підсумок —  бронзова медаль.
- До 60 кг. Нуржан Карімжанов
- До 67 кг. Даніяр Мунайтбасов
- До 81 кг. Олжас Оразалієв